# Callejeros
Callejeros est un groupe argentin de rock, originaire de Ciudad Celina, Buenos Aires, actif entre 1995 et 2010. Leur premier nom était Río Verde. Le groupe a eu plusieurs succès tels que : Imposible, Creo, Prohibido, Una nueva noche fría, 9 de julio et Rocanroles sin destino.
La voix principale et le leader du groupe était Patricio « Pato » Fontanet, avec le premier groupe Christian « Dios » Torrejón, Gustavo Varela, Eduardo Vázquez et Guillermo Le Voci. Le 30 décembre 2004, au sommet de sa popularité, le groupe est impliqué dans la tragédie de Cromañón, qui a fait 194 morts et a eu un impact radical sur l'histoire du groupe. En 2010, après huit albums studio (démos et albums officiels), le groupe annonce sa séparation.

## Histoire

### Débuts
En 1992, un groupe de jeunes du quartier de Ciudad Celina, Partido de La Matanza, Buenos Aires commence à se réunir dans le but de former un groupe de rock pour s'exprimer avec leur propre musique. Au début, ils sont connus sous le nom de Gatos Callejeros. Plus tard, des changements dans les membres du groupe les amènent à changer de nom : Río Verde (basé sur la chanson Green River de Creedence), jouant essentiellement des reprises de Chuck Berry, Creedence Clearwater Revival et The Rolling Stones. Vers la fin de l'année 1996, le groupe connait une nouvelle période de changements dans son line-up, ce qui produit un nouveau changement dans le son et le nom qui les identifiait, et à partir de janvier 1997, ils deviennent connus sous le nom de Callejeros. La même année, ils sortent leur premier album démo (également connu sous le nom de démo) Solo x hoy, composé de onze singles divisés en deux faces.
Le 30 décembre 2004, au sommet de sa popularité, le groupe est impliqué dans la tragédie de Cromañón, qui a fait 194 morts et a eu un impact radical sur l'histoire du groupe. Depuis cet événement tragique, le groupe ne rejoue plus jusqu'au 6 juillet 2006.

### Incidents
En février 2006, le groupe tente d'accepter de revenir sur scène au Festival de Jesús María (dans la Córdoba). Malgré le fait que, selon un sondage réalisé auprès des citoyens, environ 70 % d'entre eux considèrent qu'il est prudent de rendre possible le retour du groupe, et le maire de Jesús María, Marcelino Gatica, aurait déclaré que « ces garçons sont aussi des victimes, ils ont aussi eu de la famille et des amis tués à Cromañón. En Argentine, la présomption d'innocence s'applique et, pour autant que je sache, les tribunaux ne les ont pas condamnés », il n'y a pas eu de majorité des 11 membres de la Comisión de Doma y Folclore pour l'autoriser. Le mois suivant, il est finalement annoncé que le groupe reviendrait sur scène le 22 avril à l'Estadio Central Córdoba dans la ville de San Miguel de Tucumán. On s'attendait à ce qu'ils présentent en avant-première des chansons de leur nouvel album, qui sortirait le 17 avril, notamment une reprise du tango Frente al río, chanson dédiée à la défunte petite amie du chanteur et d'autres chansons à contenu essentiellement politique. Cependant, fin mars 2006, le gouverneur de Tucumán indique que les Callejeros ne se produiraient pas dans la province. Bien que le gouverneur n'ait pas le pouvoir d'annuler un concert, la municipalité a posé des exigences sans précédent aux organisateurs (par exemple 350 toilettes). Bien que surpris par cette annonce, l'organisateur du concert, Rubén Ureña, ne semble pas perturbé ; il déclare ne pas avoir été prévenu et qu'il essaierait de respecter toutes les conditions. Finalement, le concert est annulé et les possesseurs de tickets ont été remboursés. Cependant, un autre concert était déjà en cours de préparation. Malgré des offres pour jouer à Montevideo, le groupe ferait une présentation judiciaire pour pouvoir jouer, de préférence à Buenos Aires.
Contre toute attente, Callejeros revient jouer le 6 juillet 2006 et tout se termine en scandale lors d'un concert du groupe Jóvenes Pordioseros (es). Quelques jours plus tard, une vidéo du concert circule,,,.

### Séparation
Le groupe se sépare le 12 novembre 2010 pour laisser place à différents projets de ses membres. Fontanet et Torrejón continuent à jouer avec les mêmes musiciens que lors de la dernière étape de Callejeros (à l'exception de Carbone). Ils décident de changer le nom du groupe pour Casi Justicia Social (leurs initiales sont CJS, conservant le logo de Callejeros). Après un certain temps, à la suite de la libération de Patricio en 2014, le groupe change son nom en Don Osvaldo et sort son premier album en 2015.

## Discographie

### Albums démo
- 1997 : Solo x hoy
- 1998 : Callejeros
- 2000 : Adelantos

### Albums studio
- 2001 : Sed
- 2003 : Presión
- 2004 : Rocanroles sin destino
- 2006 : Señales
- 2008 : Disco Escultura

### Albums live
- 2008 : Obras 2004 en directo